# Nhiễm sắc thể thường
Một  nhiễm sắc thể thường  (tiếng Anh: autosome) là một  nhiễm sắc thể  mà không phải là một  nhiễm sắc thể giới tính.  Các nhiễm sắc thể của một cặp nhiễm sắc thể thường trong một tế bào lưỡng bội luôn đồng dạng, không giống như ở trong các cặp nhiễm sắc thể giới tính có thể có cấu trúc khác nhau. DNA  trong nhiễm sắc thể thường thì nói chung được biết đến với tên gọi  atDNA  hoặc  auDNA (autosome DNA).
Ví dụ, con người  có một bộ gen lưỡng bội thường gồm 22 cặp nhiễm sắc thể thường và một cặp  nhiễm sắc thể giới tính  (tổng cộng 46 nhiễm sắc thể). Các cặp nhiễm sắc thể thường được ký hiệu bằng số  (1–22 ở người) đại khái theo thứ tự kích cỡ, trong khi đó nhiễm sắc thể giới tính được ký hiệu bằng chữ cái.  Cặp nhiễm sắc thể giới tính bao gồm hai  nhiễm sắc thể X  ở con cái hoặc một X và một  Y  ở con đực. (Các dạng kết hợp bất thường như  XYY, XXY, XXX, XXXX, XXXXX  hay  XXYY, trong số  những dạng kết hợp nhiễm sắc thể giới tính khác, được ghi nhận có xảy ra và thường gây ra các bất thường trong phát triển.)
Nhiễm sắc thể thường vẫn chứa các gen quyết định giới tính mặc dù chúng không phải nhiễm sắc thể giới tính. Ví dụ, gen  SRY  trên nhiễm sắc thể Y mã hóa thành phần phiên mã  TDF  và là tối quan trọng đối với việc quyết định giới tính đực trong quá trình phát triển. TDF hoạt động bằng cách kích hoạt gen  SOX9  trên nhiễm sắc thể  17, vậy nên đột biến gen  SOX9  có thể khiến con người với nhiễm sắc thể Y phát triển thành nữ.
| Kiểu hình của nhiễm sắc thể ở người | Kiểu hình của nhiễm sắc thể ở người |
| --- | ----------------------------------- |
| Nữ (XX) | Nam (XY)                            |
| |                                     |
| Có hai bản sao của mỗi nhiễm sắc thể thường (nhiễm sắc thể 1–22) ở cả nam và nữ. Nhiễm sắc thể giới tính thì khác: Có hai bản sao nhiễm sắc thể X ở nữ, nhưng nam chỉ có một nhiễm sắc thể X và một nhiễm sắc thể Y. |                                     |